# 高木藤太郎
高木 藤太郎（たかぎ とうたろう、1870年5月16日〈明治3年4月16日〉 - 1945年〈昭和20年〉3月4日）は、日本の地主・家主、資産家。

## 人物
愛知県海部郡津島町（現・津島市）出身。野口米次郎の兄。高木益喜の養子となる。1893年、慶應義塾別科を卒業する。商業人であったが、和歌、和文、書道が堪能だった。また地家主で、貸地貸家業を営む。
宗教は真宗。趣味は和歌、漢詩。住所は東京市日本橋区大伝馬塩町・同区本町4丁目、京橋区京橋1丁目・同区大鋸町。

## 家族・親族
高木家
- 養父・益喜[1][9]
- 義兄・益太郎（1869年 - 1929年、弁護士[9]、衆議院議員、法律新聞社長）
- 妻[1]
- 養子・悦郎（1890年[10] - ?、弁護士） - 東京府・荒井富五郎の二男[10][11]。高木藤太郎の養子となる[10]。1916年、東京帝国大学法科大学独法科を卒業する[10]。日本興業銀行、安田銀行に勤務し、後に弁護士を開業する[11]。宗教は禅宗[10][11]。趣味は運動、旅行[10][11]。住所は東京市渋谷区千駄ヶ谷5丁目[10]。事務所は日本橋区本町4丁目[10][11]。
  - 同妻（高木藤太郎の長女）[11]
  - 同長男[11]
  - 同二男[11]
  - 同長女[11]
- 孫[1]

親戚
- 母の兄・釈大俊（僧侶）[12]
- 実弟・野口米次郎（英詩人）[5]
- 佐久間定吉（鮮魚商、地家主）

## 著書
- 『雲井竜雄と釈大俊』高木藤太郎、1930年。
- 『佐夜中山追憶』高木藤太郎、1937年。
- 『雲井竜雄墓碑考』高木藤太郎、1939年。